# Machimus prairiensis
Machimus prairiensis là một loài ruồi trong họ Asilidae. Machimus prairiensis được Tucker miêu tả năm 1907.